# علیرضا فرزاد
علیرضا فرزاد (زاده ۱۳۳۵ در تفت) نماینده دوره سوم مجلس شورای اسلامی در حوزه انتخابیه تفت و میبد است. ‏ وی نقش کلیدی در استیضاح دکتر ایرج فاضل وزیر بهداشت در دولت اول هاشمی رفسنجانی به اتهام گرایش به غرب و امریکا داشته است.